# 4436 (1983 EX)
4436 (1983 EX) је астероид. Приближан пречник астероида је 30,74 ,
а средња удаљеност астероида од Сунца износи 3,248 астрономских јединица (АЈ).
Инклинација (нагиб) орбите у односу на раван еклиптике је 17,327 степени, а орбитални период износи 2138,292 дана (5,854 година). Ексцентрицитет орбите астероида износи 0,054.
Апсолутна магнитуда астероида износи 11,00 а геометријски албедо 0,074.
Астероид је откривен 9. марта 1983. године.